# Mary Ann Jackson
Mary Ann Jackson (Los Ángeles, 14 de enero de 1923-Los Ángeles, 17 de diciembre de 2003) fue una actriz infantil estadounidense que apareció en la serie de temas cortos Our Gang de 1928 a 1931.

## Carrera
La carrera cinematográfica de Mary Ann Jackson comenzó a la sombra de sus parientes actores, su madre la actriz Charlotte Jackson (1891–1992) y su hermana mayor, "Peaches" Jackson (1913–2002). Peaches tuvo una temporada bastante prolífica como actriz infantil, trabajando con estrellas como Rudolph Valentino y D.W. Griffith en largometrajes.
Jackson hizo su debut en el cine con un corto de Ruth Taylor en 1925 , llamado Dangerous Curves Behind . Su primera gran oportunidad llegó con el papel de Baby Smith en la comedia de cortometrajes The Smiths.

## Our Gang
Jackson se unió al elenco de Our Gang en 1928, al final de la era silenciosa. A menudo la utilizaban como la segunda protagonista femenina o la hermana mayor de Speky "Wheezer" (Bobby Hutchins), la rápida presentación de Mary Ann fue útil durante la transición un tanto rocosa de la serie hacia el sonido. Con su peinado bob y sus pecas, la atrevida Mary Ann fue un gran alejamiento de las heroínas en miniatura ganadoras que poblarían la serie antes y después de su mandato.
Jackson dejó la serie Our Gang en 1931, a los ocho años, y apareció en algunas comedias de Mickey McGuire de dos carretes; se hicieron algunos intentos para facilitar su uso de características, pero, como dijo en 1990: "No era un tipo de niña. No encajaba en el molde, así que fui descartada como un pedazo de basura". Jackson sintió que los niños que se distorsionaban a sí mismos por una parte en un corto o una característica estaban "enfermos". Ella le dijo a su madre: "Esto no es para mí. No quiero la responsabilidad ni el rechazo. No soy una actriz, no soy talentosa, déjame en paz, ¡déjame seguir con mi vida!"
En 1933, el antiguo director de Our Gang, Robert McGowan, escribió en un artículo del Los Angeles Times que normalmente preferían tener niños que no tenían experiencia previa en actuación, pero Jackson era una rara excepción: "Mary Ann demostró ser un verdadero hallazgo y fue mi pequeña pandilla ideal. "No era bonita, pero era inteligente y dispuesta y tenía solo un toque de patetismo en su maquillaje. Ella demostró ser un hallazgo raro para mí".

## Vida personal y muerte
Jackson eventualmente tomó un trabajo en la Compañía May en el centro de Los Ángeles, e hizo solo unas pocas incursiones breves para actuar. En 1941, se duplicó para Edith Fellows.
Jackson se casó a los 20 años, pero quedó viuda. Se volvió a casar y pasó muchos años con su segundo esposo y sus dos hijos en el Valle de San Fernando . Más adelante en su vida, Mary Ann (vestida con un atuendo de los años 50) y su hermana Peaches pasaban por los bares de Santa Mónica y bebían martinis de vodka.
Al relatar sus años en Our Gang, ella se rio de las muchas mujeres que afirmaron ser Mary Ann Jackson. A menudo citaron sus golpes de estilo Louise Brooks, que ella odiaba y que había cortado tan pronto como dejó su carrera como actriz.
En 1990, se sintió encantada y divertida al saber que durante su estadía con Our Gang , Jackie Cooper había estado "desesperadamente enamorada de ella". Ella tuvo un gran aprecio por sus días en los Estudios Hal Roach y quedó impresionada con su gran fan que le siguió. Cuando se le pidió que recordara sus pensamientos sobre la pandilla, ella respondió: "Todo lo que tengo que decir sobre Hal Roach y la pandilla es 'bueno'. No hay nada malo en lo que pueda pensar. Fue divertido, divertido y divertido".
Jackson murió de un ataque al corazón en su casa en Los Ángeles el 17 de diciembre de 2003.

## Lectura adicional
- Maude Robinson Toombs (junio de 1927). "Ella caminó a la  Crustá a la fama; siendo la historia de vida completa de Mary Ann Jackson, la pequeña estrella de cuatro años de la comedia 'Jimmy Smiths'". Arte del cine . VI : 25, 48.